# Bożówka (Przebendów)
Bożówka – osada wsi Przebendów w Polsce, położona w województwie podkarpackim, w powiecie mieleckim, w gminie Wadowice Górne.
W latach 1975–1998 osada należała administracyjnie do województwa tarnowskiego.